# مصطفی صالحی نژاد
مصطفی صالحی نژاد (زاده ۳۰ شهریور ۱۳۶۶ اهواز) تهیه‌کننده، کارگردان، مستندساز، تدوینگر، روزنامه‌نگار و مترجم ایرانی است. وی مدیر روابط عمومی اتاق مشترک ایران و قطر و رئیس کمیسیون فرهنگی و هنری است.او فعالبت حرفه ای خود را در سال ۱۳۸۸ شروع کرد و از آن زمان به کارگردانی، مستندسازی و تهیه کنندگی فیلم مشغول بوده‌است. صالحی نژاد همچنین با برنامه غذای دنیا به صورت داوطلبانه همکاری می‌کند.

## مستندها
- زیر درخت بلوط
- هانیه
- مادر
- ملاقات با گورکن
- باد سرد می‌وزد
- سه متر و چند سانت

آثار صالحی نژاد چه در داخل و چه در خارج توسط جشنواره‌های مختلف مورد تقدیر قرار گرفته‌اند که از این جشنواره‌ها می‌توان به جشنواره سباستوپول ( جشنواره مورد تأیید آکادمی اسکار )، جشنواره کن، جشنواره بین‌المللی فیلم‌های کوتاه هند (IFFC)، جشنواره فیلم ویوا، پون، اوراسیا، مایهودو، فوکا و فستیوال فیلم کاردییف اشاره کرد.
هانیه
یکی از فعالیت‌های قابل توجه صالحی نژاد تهیه و کارگردانی مستندی دربارهٔ دختری ۹ ساله به نام هانیه بود که در پی زلزله کرمانشاهدر سال ۱۳۹۶ برای نجات خواهر کوچکش به داخل خانه برگشت و زیر آوار گرفتار شد که این اتفاق منجر به آسیب به ستون فقرات وی شد. انتشار مستند صالحی نژاد سبب واکنش گسترده‌ای از اصحاب رسانه تا دولتمردان شد که از این واکنش‌ها می‌توان به اعلام آمادگی شهردار خوزستان و اصفهان برای کمک به هانیه و خانواده اش اشاره کرد.
به دنبال رسانه ای شدن این حادثه به لطف مستند صالحی نژاد، هنرمندان و سلبریتی‌های متعددی به بازتاب این حادثه کمک و یک کمپین خیریه راه اندازی کردند و یک خیریه نیز منزلی برای آنها فراهم کرد.
پوران درخشنده نیز در بیمارستان از وی عیادت کرده و اعلام کرد که فیلمی دربارهٔ او خواهد ساخت.
ملاقات با گورکن
ملاقات با گورکن اولین مستند صالحی نژاد در سال ۱۳۹۷ بود که در عراق فیلمبرداری و در روز ۸ فروردین منتشر شد. این مستند نیز در جشنواره بین‌المللی فیلم‌های کوتاه هند به نمایش درآمد و مورد تقدیر قرار گرفت و جایزه ای را نیز از آن خود کرد.
باد سرد می‌وزد
باد سرد می‌وزد نیز در سال ۱۳۹۷ فیلم‌برداری و در تاریخ ۲۲ فروردین این سال به انتشار رسید. این مستند در ایران فیلمبرداری شد و همچنین در جشنواره‌هایی مانند : جشنواره اوراسیای روسیه و جشنواره بین‌المللی پون به نمایش درآمد و مورد تقدیر قرار گرفت.
سه متر و چند سانت
سه متر و چند سانت جدیدترین ساخته صالحی نژاد که از قضا پرافتخارترین کار او نیز است، در جشنواره‌های متعددی در سرتاسر جهان برنده یا نامزد جوایز مختلفی شده‌است. این مستند در جشنواره‌های بین‌المللی سباستوپول، جشنواره فیلم ویوا، جشنواره کن، میهیدو و فوکا مورد تقدیر قرار گرفته و برنده جوایزی نیز شده‌است. جِرنی من پیکچرز که در صنعت فیلمسازی نامی شناخته شده‌است نیز اخیراً با مصطفی صالحی نژاد قراردادی انحصاری برای پخش این مستند بسته‌است.
سه متر و چند سانت همچنین برنده جایزه نگاه ویژه جشنواره بین‌المللی فیلم کادوما ژاپن شد.
همچنین مصاحبه ای با Jean Mcglothlin با مصطفی صالحی نژاد درباره موضوع این مستند و مسائل فرهنگی موجود انجام شده‌است.

## جوایز و افتخارات

#### سه متر و چند سانت (۱۴۰۰)
- برنده جایزه نگاه ویژه جشنواره بین‌المللی فیلم کادوما ژاپن[۲۵]
- برنده در جشنواره فیلم کن[۲۶]
- برنده در جشنواره فیلم اوراسیای روسیه[۲۷]
- برنده در جشنواره راه ابریشم فرانسه[۲۸]
- مستند منتخب در جشنواره فیلم ساپورو ژاپن (مورد تأیید هنرهای تصویری کانادا)[۲۹][۳۰][۳۱]
- مستند منتخب در جشنواره Pleasure Dome کانادا
- نامزد جایزه جشنواره مستند سباستوپول (جشنواره مورد تأیید آکادمی اسکار)[۳۲][۳۳][۳۴]
- مستند منتخب جشنواره ملاقات با جنون کانادا
- مستند منتخب جشنواره فیلم شهر استکهلم سوئد[۳۵][۳۶][۳۷]
- مستند منتخب جشنواره فیلم کادومای ژاپن[۳۸][۳۹]
- سه متر و چند سانت همچنین مورد تقدیر در جشنواره‌های فیلم ویوا،[۴۰] کن،[۴۱] میهیدو[۴۲] و فوکا[۴۳] قرار گرفته.
- برگزیده شدن در جشنواره بین‌المللی فیلم کانبرا استرالیا[۴۴]

#### باد سرد می‌وزد (۱۳۹۷)
- مستند منتخب در جشنواره Barcelona Planet
- مستند منتخب در جشنواره اوراسیای روسیه[۴۵]
- مستند منتخب در جشنواره داداصاحب پالکی[۴۶]هند
- مستند منتخب در جشنواره بین‌المللی فیلم پون[۴۷][۴۸][۴۹]

#### ملاقات با گورکن (۱۳۹۷)
- برنده جشنواره فیلم IFFC[۵۰]

##### جوایز مختلف
- جایزه بهترین خبرنگار در جشنواره تلویزیون ایران-۱۳۹۶
- رتبه سوم جشنواره رایدیو و تلویزیون کشورهای اسلامی
- کارگردان منتخب در جشنواره فیلم کوتاه ماه عسل

## ترجمه‌ها
مصطفی صالحی نژاد همچنین کتاب " چگونهمشتریان خود را شگفت زده کنیم"، نوشتهٔ دَنیِل زانِتی را برای نشر نسل نو اندیش ترجمه کرده‌است.
این کتاب که در ۱۶۰ صفحه به رشتهٔ تحریری درآمده، موضوعی در ارتباط با رابطه و خدمات با مشتریان دارد.